# Ehime prefektúra
Az Ehime prefektúra (japánul 愛媛県, Ehime-ken) japán közigazgatási egység, az ország 47 prefektúrájának egyike Sikoku szigetének nyugati és északnyugati részén. A székhelye és legnagyobb városa egyben Macujama.

## Történelem
A Meidzsi reformok idejéig az Ehime prefektúta Ijo provinciaként volt ismert. A Heian-korban (795-től 1185-ig) a területen főként halászok és tengerészek éltek, akik nagy szerepet játszottak ország kalózoktól és a mongol invázióktól való védelmében.

## Földrajz

### Városok
11 város található ebben a prefektúrában.
- Imabari
- Ijo
- Javatahama
- Macujama
- Niihama
- Ózu
- Szaidzsó
- Szeijo
- Sikokucsuo
- Tóon
- Uvadzsima

### Kisvárosok és falvak
| - Ijo körzet - Maszaki - Tobe - Kamiukena körzet - Kumakógen | - Kita körzet - Ucsiko - Kitauva körzet - Kihoku - Macuno - Minamiuva körzet - Ainan | - Nisiuva körzet - Ikata - Ocsi körzet - Kamidzsima |